# Kerfourn
Kerfourn är en kommun i departementet Morbihan i regionen Bretagne i nordvästra Frankrike. Kommunen ligger i kantonen Pontivy som tillhör arrondissementet Pontivy. År 2022 hade Kerfourn 842 invånare.

## Befolkningsutveckling
Antalet invånare i kommunen Kerfourn
| Referens: INSEE |